# Alpehorn
Alpehorn er et blæseinstrument fremstillet af træ, der oprindelig blev anvendt af hyrder i Alperne i Schweiz og Østrig. Den første skriftlige kilde, der nævner et alpehorn, er fra 1527. Alpehornslignende instrumenter kendes tilbage fra Middelalderen, men det er ikke klart, hvor gammelt instrumentet reelt er.
Et alpehorn kan alt efter landskabets beskaffenhed høres på en afstand af 5 til 10 kilometer. Alpehornet har ingen ventiler eller andre muligheder for at forandre pibens længde, og det kan derfor kun spille  naturtoner, dvs. grundtonen og dennes overtoner. Alt efter hornets grundtone svinger længden mellem 2,45 meter (C-tone) til 4,05 meter (Es-tone).
Alpehornet er nationalsymbol i Schweiz og Østrig. Lignende horn findes også i Tibet, hvor det kaldes Dungchen.